# Nachal Imar
Nachal Imar (hebrejsky נחל עמר) je vádí v jižním Izraeli, v severozápadní části Negevské pouště.
Začíná v nadmořské výšce necelých 100 metrů severně od vesnice Kisufim, poblíž hranic pásma Gazy. Směřuje pak k severu zemědělskou krajinou, která díky soustavnému zavlažování ztratila svůj pouštní charakter. Pak ústí zprava do vádí Nachal Nicra.